# Agrotis innotabilis
Agrotis innotabilis är en fjärilsart som beskrevs av Walker 1869. Agrotis innotabilis ingår i släktet Agrotis och familjen nattflyn. Inga underarter finns listade i Catalogue of Life.